# Magellanova cesta kolem světa

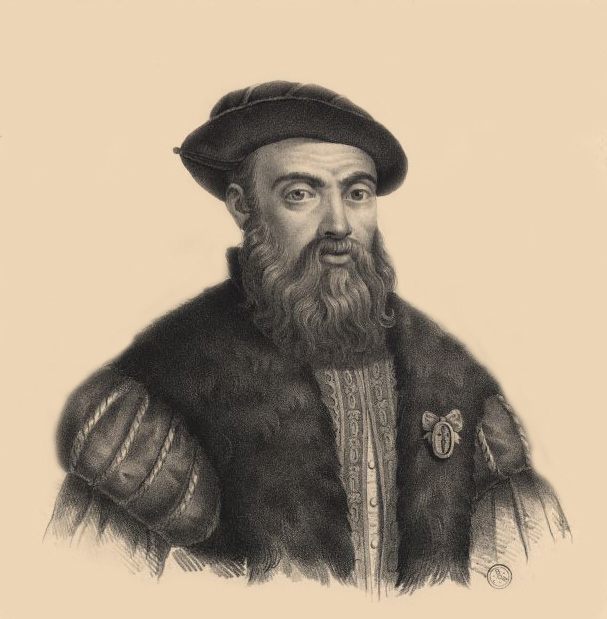
Fernando Magellan

 Magellanova cesta kolem světa  (1975, Magellans Reise um die Welt) je románová biografie, jejímž hrdinou je portugalský mořeplavec Fernando Magellan, jehož zásluhou byla v letech 1519 až 1522 uskutečněna první cesta kolem světa. Autorem knihy je německý spisovatel, historik umění, pedagog a překladatel Herbert Wotte.

## Obsah románu

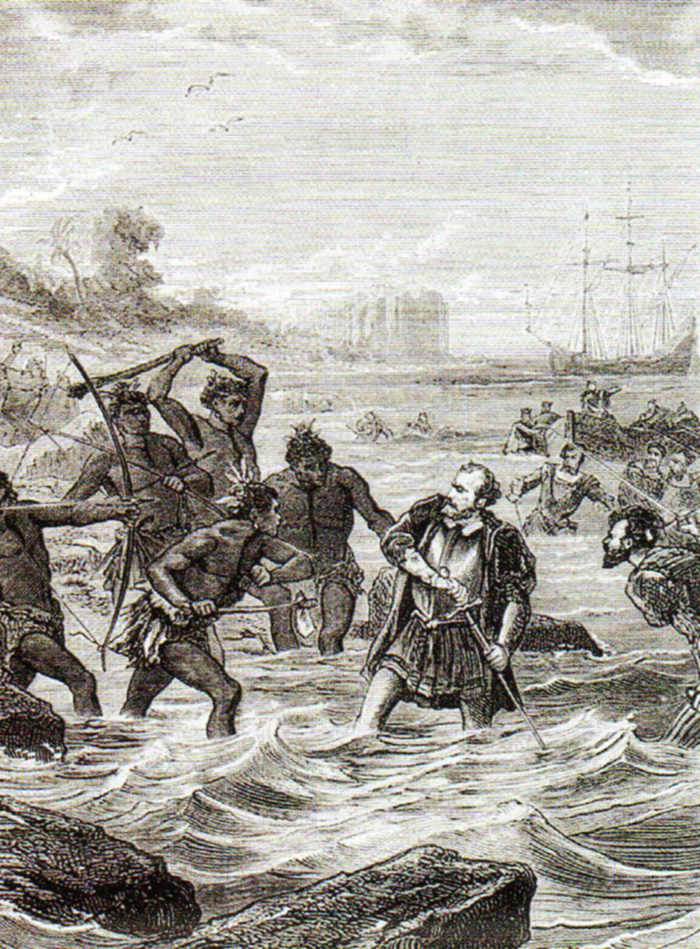
Magellanova smrt na ostrově Mactan

Autor ve své knize nejprve ukázal, jak těžké bylo pro Magellana uskutečnit jeho tajný sen obeplout zeměkouli. O podobném plánu se nesmělo ani mluvit, protože katolická církev učila, že země je placatý kotouč. Další problémy plynuly z toho, že Magellan, který od roku 1514 sloužil španělskému králi, byl ve Španělsku cizincem a navíc byl původem chudý zeman, na kterého se bohatí velmoži dívali skrz prsty. 
Díky Magellanově nezlomné vytrvalosti se výprava nakonec uskutečnila. Roku 1519 se Magellanovi podařilo vyplout s flotilou pěti starých karavel a s posádkou asi 250 námořníků s oficiálním úkolem objevit pro španělskou korunu kratší cestu na Moluky, odkud se dováželo koření. Posádku lodí tvořili většinou Španělé a Portugalci. Významnou postavou se ale stal italský dobrodruh Antonio Pigafetta, který si o výpravě vedl záznamy a byl jedním z osmnácti mužů, kteří dokončili obeplutí Země s poslední zbývající lodí výpravy. Samotný Magellan se svého úspěchu nedožil, padl roku 1521 v boji s domorodci na ostrově Mactan  na Filipínách. Jeho úkol dokončil  Juan Sebastian ďElcano. Obeplutí zeměkoule trvalo 3 roky a 29 dní.
Kapitán ďElcano se však o slávu toho, kdo první obeplul zeměkouli, nechtěl s Magellanem dělit a všemocně se snažil, aby jeho jméno bylo zapomenuto. Byly zničeny téměř všechny dokumenty a byla také zašantročena Pigafettova kronika. Ale čin platí víc než sláva, jak se píše na konci románu, takže ďElcanova snaha byla odsouzena k neúspěchu..  

## Česká vydání
- Magellanova cesta kolem světa, Albatros, Praha 1986, přeložila Julie Heřmanová-Kohnová.